# Сергей Собянин
Сергей Семьонович Собянин (на руски: Сергей Семёнович Собянин) е руски държавник и политик, кмет на Москва от 21 октомври 2010 г.
Известен е като един от лидерите на партия „Единна Русия“, а от 2001 г. е член на нейния Върховен съвет. Член е също на президиума на Московския областен съвет на партията, а от март 2011 до декември 2012 г. оглавява московския клон на Обединена Русия. Временно изпълняващ длъжността държавен съветник на Руската федерация.
Преди това Собянин е бил ръководител на град Когалим (1991 – 1993 г.), председател на Думата (парламента) на Ханти-Мансийска област (1994 – 2000 г.) След 2000 г. заема постовете на губернатор на Тюменска област (2001 – 2005 г.), ръководител на президентската администрация Владимир Путин (2005 – 2008 г.), началник на кабинета на правителството в ранг на заместник министър-председател на Руската федерация (2008 – 2010). На президентските избори през 2008 г. той оглавява предизборния щаб на Дмитрий Медведев.
На 21 октомври 2010 г. Сергей Собянин, по предложение на Дмитрий Медведев, е одобрен за кмет на Москва чрез гласуване в Московската градска дума. На 8 септември 2013 г. той е избран на тази позиция на предсрочни избори, където получава 51,37% от гласуването на първия тур. На 9 септември 2018 г. той е преизбран за трети мандат, като печели 70,17% от гласовете.